# David Sangulija
David Ruslanovič Sangulija, abchazsky Давид Руслан-иԥа Сангәлиа, rusky Давид Русланович Сангулия; (* 4. srpna 1980 Suchumi) je abchazský právník, úředník a současný ředitel personálního odboru vlády Republiky Abcházie. Ve strukturách prezidentské administrativy částečně uznané Republiky Abcházie působí celou dosavadní kariéru.

## Biografie
Sangulija se narodil v abchazském hlavním městě Suchumi v roce 1980. Když v roce 1998 ukončil své středoškolské vzdělání na suchumské střední škole č. 4 Dmitrije Guliji, přihlásil se ke studiu právní vědy na právnické fakultě Adygejské státní univerzity v Majkopu, která dokončil v roce 2002. V letech 2003 až 2005 absolvoval povinnou vojenskou službu v řadách Abchazské armády a státní bezpečnostní služby Republiky Abcházie, kdy působil v řadách pohraniční stráže, odkud odcházel do rezerv s hodností četaře.
V roce 2005 nastoupil do svého prvního zaměstnání jako referent v právním a ekonomickém odboru kanceláře prezidenta Republiky Abcházie, kterým byl tehdy Sergej Bagapš. O rok později byl povýšen na vedoucího referenta v tomtéž odboru a byl jím až do roku 2010. Poté se na rok přesunul na pozici tajemníka sociální politiky, kultury a sportu v rámci odboru právního a ekonomického odboru. V této době (14. června 2010) mu byla přiznána v souladu s abchazskými předpisy o postupu ve vojenské službě šarže poručíka v záloze. V tomto období působil v abchazské advokátní komoře (v letech 2007 až 2012) ve funkci místopředsedy této organizace. Od roku 2009 začal coby externista vyučovat na Katedře občanského práva a právních procesů Právnické fakulty Abchazské státní univerzity tyto akademické obory: notář, bytové právo a ekologické právo. V roce 2010 si sám doplnil právnické vzdělání absolvováním kurzu programu "Systém veřejné služby: teorie, organizace, fungování", který organizovala ruská Prezidentská akademie národního hospodářství a veřejné správy (RANEPA).
Když se v roce 2011 ujal vlády Bagapšův nástupce Aleksandr Ankvab, stal se Sangulija opět vedoucím referentem právního odboru prezidentské kanceláře. V roce 2013 byl povýšen na ředitele celého právního odboru prezidentské kanceláře. Tuto pozici v odboru, jenž byl později přejmenován na státoprávní odbor prezidentské kanceláře, si uchoval i po bouřlivé výměně moci v roce 2014, jež vynesla k moci Raula Chadžimbu. V této pozici setrval až do roku 2017.
Dne 4. září 2017 se Sangulija stal ředitelem personálního odboru vlády Republiky Abcházie poté, kdy na tomto postu skončila Diana Pilijová. Ve funkci strávil celé zbývající období vlády Raula Chadžimby, než byl i on z funkce smeten bouřlivými událostmi. V nové administrativě, jež vzešla z následujících voleb, však Sangulija setrval ve stejné pozici, což potvrdil nový prezident Abcházie Aslan Bžanija svým jmenovacím dekretem z 22. července 2020. Ve funkci ředitele personálního odboru vlády působí Sanguilija dosud.